# Norges speiderforbund
Norges speiderforbund (NSF) är, med cirka 20 000 medlemmar fördelade på 500 lokala kårer, Norges största scoutförbund. NSF är med i Speidernes Fellesorganisasjon och därigenom också i världsorganisationen för scoutrörelsen, World Organization of the Scout Movement (WOSM), och världsflickscoutsamfundet, World Association of Girl Guides and Girl Scouts (WAGGGS).

## Historia
Scouting kom till Norge i och med att Norsk Speidergutt-Forbund grundades för pojkar 1911. Flickornas motsvarighet, Norsk Speiderpikeforbund, grundades först tio år senare, 1921, och de båda organisationerna gick samman till Norges speiderforbund den 23 april 1978. 

## Målsättning
- Norges speiderforbunds formål er å utvikle mennesker til selvstendighet og til å ta aktivt ansvar i samfunnet i samsvar med idealene fra speiderløftet og speiderloven. - NSF:s mål enligt förbundets officiella hemsida
- Norges speiderforbunds målsättning är att utveckla människor mot självständighet och till att taga aktivt ansvar i samhället i samspel med principerna i scoutlöftet och scoutlagen. - Fri översättning från ovanstående.

Till skillnad från både sina danska och svenska motsvarigheter, Det Danske Spejderkorps (DDS) och Svenska Scoutförbundet (SSF), vilar NSF:s verksamhet också på en uttalad kristen grund även om kristen tro inte är ett krav för att få vara scout eller ledare.

## Scoutdräkt
NSF:s officiella scoutdräkt utgöres av en grå scoutskjorta och en halsduk med ett särskilt mönster.

## Åldersgrupper
- Bever (6-7 år)
- Småspeidere/Ulvunger (8-9 år)
- Stifinnere/Vandrere (10-15 år)
- Rovere (16-25 år)

## Underliggande förbund
Norges speiderforbund organiserar också flera andra mindre förbund som då icke räknas som självständiga:
- Blå Kors Speidere (BK)
- Frelsesarmeens speidere (FAS)
- Frikirkens speiderkorps (FSK)
- Metodistkirkens speiderkorps (MS)
- Misjonsforbundet Speiderkorps (MSK)